# Collision aérienne d'Überlingen
La collision aérienne d'Überlingen est survenue dans la nuit du 1er juillet 2002, lorsqu'un Tupolev Tu-154 de la Bashkirian Airlines et un Boeing 757 cargo de DHL sont rentrés en collision près d'Überlingen et du lac de Constance, en Allemagne, provoquant la mort des 71 personnes à bord des deux appareils.
L'enquête officielle du Bureau fédéral allemand d'enquête sur les accidents aéronautiques (BFU) a pointé un certain nombre de lacunes de la part du service du contrôle de la circulation aérienne suisse chargé du secteur concerné, ainsi que des ambiguïtés dans les procédures d'utilisation du TCAS, le système d'alerte de trafic et d'évitement de collision.
Un an et demi après l'accident, le 24 février 2004, Peter Nielsen, le contrôleur aérien en service au moment de la collision, a été assassiné dans un acte de vengeance par Vitali Kaloïev, un citoyen russe qui avait perdu sa femme et deux enfants dans la catastrophe.

## Avions impliqués

### Tupolev Tu-154
Le Tupolev Tu-154M, construit en 1995 et immatriculé RA-85816, appartenait à la compagnie aérienne russe Bashkirian Airlines et assurait le vol 2937, un vol charter international en provenance de Moscou et à destination de Barcelone, avec à son bord 60 passagers et 9 membres d'équipage. L'équipage technique était composé de cinq membres : Alexander Mihailovich Gross (52 ans) commandant de bord, Oleg Pavlovich Grigoriev (40 ans) copilote et chef pilote de la compagnie, Murat Ahatovich Itkulov (41 ans) copilote du vol mais pendant le vol sa place est prise par Grigoriev pour évaluer les compétences du commandant Gross, Sergei Kharlov (50 ans) navigateur et Oleg Valeev (37 ans), le mécanicien navigant. 
Parmi les passagers présents à bord, 46 d'entre eux étaient des enfants russes, originaires de la ville d'Oufa, ayant gagné un voyage scolaire en Espagne, organisé par le comité local de l'UNESCO. Ils ont voyagé dans un train de nuit vers Moscou et sont arrivés le 29 juin, puis, comme leur chauffeur les a accidentellement emmenés au mauvais aéroport, ils ont raté leur vol d'origine. Ils y sont restés jusqu'au 1er juillet, afin d'obtenir un nouveau vol.

### Boeing 757
Le Boeing 757-23APF de DHL, construit en 1990 et immatriculé A9C-DHL, effectuait le vol 611 en provenance de Bahreïn et à destination de Bruxelles, avec une escale prévue à Bergame, en Italie. Ce vol cargo régulier était effectué par deux pilotes basés à Bahreïn : le commandant de bord Paul Phillips (47 ans), de nationalité britannique, et le copilote Brant Campioni (34 ans), de nationalité canadienne.

## Accident
Les deux avions volaient au niveau 360 (environ 11 000 mètres) sur des trajectoires convergentes. L'espace aérien, bien qu'étant au-dessus du sol allemand, était contrôlé depuis Zurich par Skyguide, la société détenue par la confédération suisse chargée du contrôle du trafic aérien pour la Suisse.
Le contrôleur travaillait sur deux postes à la fois, et ne prit que tardivement conscience du danger qui menaçait les deux appareils.
De plus, l'équipe de maintenance technique avait désactivé le système d'alerte de collision, qui s'active (avec 2 minutes d'avance) lorsque deux appareils ont des trajectoires convergentes et risquent de ne plus respecter les règles de séparation, c'est-à-dire 1 000 pieds, soit 300 mètres environ, verticalement et 5 milles nautiques (9,26 kilomètres) horizontalement.
Cependant, moins d'une minute avant l'accident, le contrôleur contacta le pilote russe et lui demanda de descendre de 1 000 pieds afin d'éviter la collision avec l'avion allemand. Plusieurs secondes après le début de la descente, l'équipage russe reçut de son TCAS l'instruction inverse (de monter), alors que l'équipage de DHL recevait de son TCAS l'instruction de descendre. Si les deux équipages avaient suivi les instructions du TCAS, la collision n'aurait sans doute pas eu lieu. Le pilote du 757 suivit l'instruction de son TCAS, alors que celui du Tupolev 154 continua d'obéir à celle du contrôle aérien, chacun conformément à la procédure en vigueur dans son propre pays.
N'ayant pas conscience des instructions données par le TCAS, le contrôleur aérien répéta à l'équipage russe sa consigne de descente. De plus, il donna une information de position erronée, et l'équipage du Tupolev perdit des secondes à essayer de localiser visuellement le Boeing dans l'obscurité. Les deux avions entrèrent en collision à 21 h 35 min 32 sec UTC, presque à angle droit, à une altitude de 34 890 pieds (10 630 m). 
Le Tupolev 154 vit son fuselage littéralement sectionné juste devant les ailes par la dérive du 757 et se disloqua. Ses deux ailes et son fuselage coupé en deux se dispersèrent sur un large périmètre, la partie avant de l'avion tombant verticalement, tandis que la partie arrière avec les trois moteurs a continué sur sa lancée.
Le 757, qui avait perdu une grande partie de son empennage vertical, s'écrasa  deux minutes plus tard et sept kilomètres plus loin, dans une zone boisée près du village de Taisersdorf, avec une assiette à piquer de 70°. Les deux moteurs, qui s'étaient détachés, furent retrouvés à plusieurs centaines de mètres de l'épave principale, la queue de l'avion s'étant arrachée du fuselage juste avant l'impact.
Aucune des 69 personnes à bord du vol 2937 et des 2 membres d'équipage à bord du vol 611 ne survécut à l'accident.

## Causes
Dans les jours suivant l'accident, la presse occidentale en rendit majoritairement responsables les pilotes russes, accusés de mal comprendre l'anglais ou de voler sur des avions non fiables. Ce n'est que plusieurs jours plus tard, après analyse des boîtes noires, que ces accusations s'avérèrent infondées, la faute incombant en fait au contrôle aérien suisse Skyguide, qui ne s'excusera que plusieurs années plus tard du déshonneur infligé aux pilotes russes.
Un seul contrôleur, Peter Nielsen, un Danois du Centre de contrôle de Zurich, contrôlait le secteur dans lequel naviguaient les deux appareils. Il n'était apparemment pas surchargé (5 avions seulement), et son collègue avait pris une pause (autorisée à l'époque). Nielsen travaillait sur deux postes de contrôle à la fois et ne prit conscience du risque de collision qu'une minute avant celle-ci. Une des raisons de ce retard était la prise en charge d'un autre vol en approche d'un aéroport voisin, dont Nielsen s'occupait à la place de son collègue absent. Or, ces minutes se sont avérées cruciales : si l'avion russe avait commencé sa descente plus tôt, les TCAS n'auraient jamais donné la moindre instruction.
De plus, un système anti-collision au sol était arrêté pour maintenance. Opérationnel, il aurait alerté le contrôleur de l'imminente collision suffisamment tôt. Deux des trois lignes téléphoniques du centre de contrôle étaient également arrêtées pour maintenance. La troisième était occupée ; les contrôleurs allemands de Karlsruhe, conscients du danger, n'ont donc pas pu prévenir Nielsen. Et ce dernier, lorsqu'il réalisa la difficulté de la situation, ne put appeler pour demander de l'aide.
Enfin, l'équipage du Tupolev reçut des instructions vitales en retard, car la fréquence était occupée par Nielsen qui parlait à l'équipage allemand. Les premières demandes d'aide de l'équipage russe ne furent donc pas reçues par le contrôleur. La réponse de ce dernier fut retardée de 23 secondes, celles-ci auraient également pu permettre d'éviter la collision.
On peut donc considérer que l'accident résulte de la conjonction des trois irrégularités suivantes :
1. absence d'harmonisation des procédures allemande et russe (suivre l'instruction du TCAS ou du contrôleur) ;
2. mauvaise gestion du trafic due à la présence d'un seul contrôleur pour deux fréquences ;
3. arrêt pour maintenance simultanée du système anti-collision au sol et de deux des trois lignes téléphoniques.

## Événements liés
Un an et demi avant l'accident, un incident similaire s'était produit au-dessus de la baie de Suruga. Le 31 janvier 2001, deux avions de la Japan Airlines (un Boeing 747-446 effectuant le vol 907 à destination de Naha et un DC-10-40-D opérant le vol 958 à destination de Tokyo) se frôlèrent alors qu'ils avaient reçu du TCAS et du contrôle aérien de Tokorozawa des instructions contraires. Les deux avions descendirent, l'un sur instruction du contrôle aérien et l'autre sur instruction du TCAS. 
Ils passèrent à 100 mètres l'un de l'autre, et la catastrophe la plus mortelle de l'histoire de l'aviation (il y avait au total 677 personnes à bord des deux appareils) ne fut évitée que par des manœuvres d'évitement ultraviolentes au cours desquelles une centaine de passagers furent blessés, dont neuf grièvement. Les autorités de l'aviation civile japonaise réclamèrent auprès de l'Organisation de l'aviation civile internationale, que des mesures fussent prises pour éviter qu'un incident similaire se reproduisît, mais leurs demandes restèrent alors sans réponse.
Depuis la collision d'Überlingen, l'OACI demande aux pilotes de suivre systématiquement les instructions de leur TCAS, le système anti-collision embarqué, quand celui-ci déclenche une alerte d'évitement.

## Assassinat du contrôleur aérien
Peter Nielsen fut poignardé à mort devant sa maison à Zurich le 24 février 2004. Son assassin, Vitali Kaloïev, fut arrêté quelques jours plus tard. Kaloïev avait perdu sa femme et ses deux enfants dans la catastrophe, et souffrait d'une grave dépression nerveuse. Arrivé très vite sur les lieux du crash, il avait participé à la recherche des corps et avait retrouvé le collier de sa fille. Un an après le drame, il avait demandé à la direction de Skyguide de rencontrer le contrôleur responsable de la catastrophe. Sa demande était restée sans réponse. 
Après le meurtre, il fut retrouvé dans sa chambre d'hôtel, en état apparent de choc. Il prétendit ne plus se souvenir de son acte, et fut interné en hôpital psychiatrique où il fit l'objet d'un examen approfondi. Il fut condamné en octobre 2005 à 8 ans de prison par un tribunal suisse. En appel la peine fut ramenée à 5 ans de prison avec sursis et 3 ans de détention ferme. Ayant déjà effectué deux tiers de sa peine, Vitali Kaloïev fut libéré le 12 novembre 2007.
Nielsen n'était pas le seul responsable de la collision, mais Kaloïev n'avait pas conscience de la conjonction d'évènements qui avait conduit à l'accident. Les experts[Qui ?] conclurent même qu'au vu des faits, Nielsen n'aurait pas dû être sanctionné. Il avait arrêté de travailler à la suite de son inculpation.
Le 19 mai 2004, le Bundesstelle für Flugunfalluntersuchung (BFU), le bureau enquêtes-accidents de l'aviation civile allemande, publia les résultats de son enquête. Skyguide, qui tenait initialement l'équipage russe pour responsable de l'accident, accepta sa part de responsabilité et paya une compensation à certaines[pourquoi ?] des familles russes touchées par la catastrophe.

## Procès

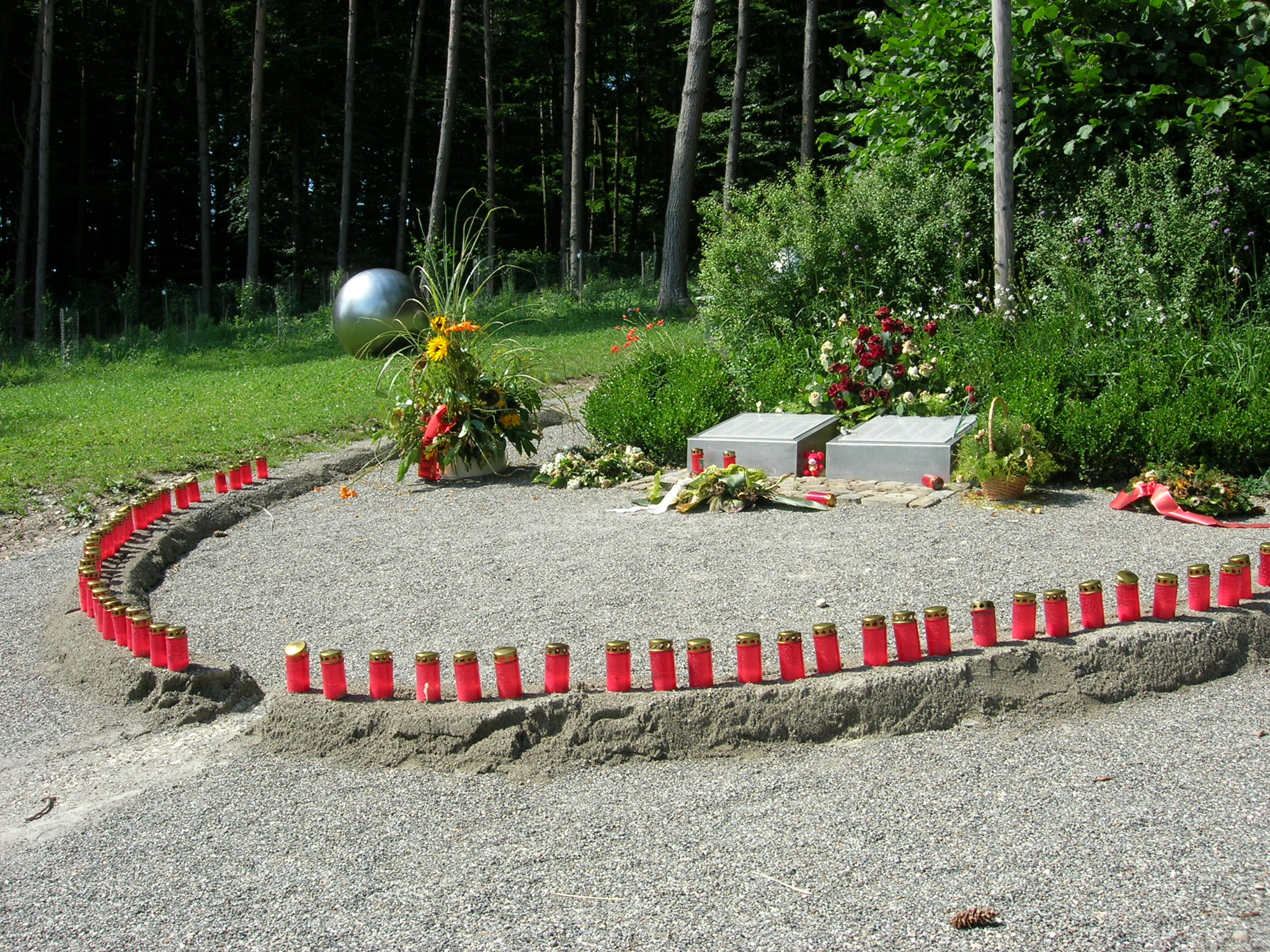
Le mémorial à Überlingen

Le procès de Skyguide se tint du 15 au 24 mai 2007 en Suisse, à Bülach, au nord de Zurich, où comparurent huit collaborateurs de Skyguide, accusés d'homicides par négligence. Le ministère public requit des peines de 15 mois de prison avec sursis pour trois cadres de l’entreprise, et entre six et douze mois pour les autres accusés. En septembre, le tribunal de district de Bülach condamna ces trois cadres à un an de prison avec sursis pour homicide par négligence. Un responsable des travaux de maintenance effectués le soir de l'accident fut condamné à une amende avec sursis de 13 500 francs suisses.

## Cinéma
L'accident et l'assassinat du contrôleur aérien par un père en quête de vengeance ont inspiré le film américain Aftermath (2017), avec Arnold Schwarzenegger dans le rôle principal.

### Documentaires télévisés
- L'accident a fait l'objet de deux épisodes dans la série télé Air Crash : Collision en vol / Croisement mortel, le 4e épisode de la 2e saison et Collision Catastrophe le 9e épisode de la 25e saison.
- Voyage scolaire mortel, 4e épisode de la 4e saison de La Minute de vérité produit par National Geographic Channel.